# Giuliano Laurenti
Giuliano Laurenti (1922 – 1986) è stato un truccatore italiano.

## Biografia
Cugino del regista Mariano Laurenti e marito di Elda Magnanti, (parrucchiera di scena). entrambi hanno lavorato nei film di Totò nel reparto trucco.

## Filmografia

### Reparto trucco
- Vivere in pace, regia di Luigi Zampa (1947)
- Fuga in Francia, regia di Mario Soldati (1948)
- Fifa e arena, regia di Mario Mattoli (1948)
- Totò al Giro d'Italia, regia di Mario Mattoli (1948)
- I pompieri di Viggiù, regia di Mario Mattoli (1949)
- Adamo ed Eva, regia di Mario Mattoli (1949)
- Signorinella, regia di Mario Mattoli (1949)
- Totò cerca moglie, regia di Carlo Ludovico Bragaglia (1950)
- Il vedovo allegro, regia di Mario Mattoli (1950)
- Figaro qua, Figaro là, regia di Carlo Ludovico Bragaglia (1950)
- Totò sceicco, regia di Mario Mattoli (1950)
- 47 morto che parla, regia di Carlo Ludovico Bragaglia (1950)
- Sette ore di guai, regia di Marcello Marchesi e Vittorio Metz (1951)
- Noi due soli, regia di Marino Girolami, Marcello Marchesi e Vittorio Metz (1952)
- Totò a colori, regia di Steno (1952)
- Totò e le donne, regia di Mario Monicelli e Steno (1952)
- Gli eroi della domenica, regia di Mario Camerini (1952)
- L'uomo la bestia e la virtù, regia di Steno (1953)
- Una di quelle, regia di Aldo Fabrizi (1953)
- Miseria e nobiltà, regia di Mario Mattoli (1954)
- Il medico dei pazzi, regia di Mario Mattoli (1954)
- I tre ladri, regia di Lionello De Felice (1954)
- Napoli è sempre Napoli, regia di Armando Fizzarotti (1954)
- Totò cerca pace, regia di Mario Mattoli (1954)
- Totò e Carolina, regia di Mario Monicelli (1955)
- Destinazione Piovarolo, regia di Domenico Paolella (1955)
- Il coraggio, regia di Domenico Paolella (1955)
- La banda degli onesti, regia di Camillo Mastrocinque (1956)
- Totò lascia o raddoppia?, regia di Camillo Mastrocinque (1956)
- Tempo di villeggiatura, regia di Antonio Racioppi (1956)
- Peccato di castità, regia di Gianni Franciolini (1956)
- Guendalina, regia di Alberto Lattuada (1957)
- Anna di Brooklyn, regia di Carlo Lastricati (1958)
- Nel segno di Roma, regia di Guido Brignone (1959)
- Esterina, regia di Carlo Lizzani (1959)
- Jovanka e le altre, regia di Martin Ritt (1960)
- Sotto dieci bandiere, regia di Duilio Coletti (1960)
- Tutti a casa, regia di Luigi Comencini (1960)
- Crimen, regia di Mario Camerini (1960)
- Il carabiniere a cavallo, regia di Carlo Lizzani (1961)
- Una vita difficile, regia di Dino Risi (1961)
- Il commissario, regia di Luigi Comencini (1962)
- Anima nera, regia di Roberto Rossellini (1962)
- Il monaco di Monza, regia di Sergio Corbucci (1963)
- Gli eroi del West, regia di Steno (1964)
- Un fiume di dollari, regia di Carlo Lizzani (1966)
- Grand Prix, regia di John Frankenheimer (1966)
- Ti ho sposato per allegria, regia di Luciano Salce (1967)
- La cintura di castità, regia di Pasquale Festa Campanile (1967)
- La ragazza con la pistola, regia di Mario Monicelli (1968)
- Candy e il suo pazzo mondo, regia di Christian Marquand (1968)
- Uno sporco contratto (Hard Contract), regia di S. Lee Pogostin (1969)
- Three Coins in the Fountain, regia di Hal Kanter (1970)
- Sledge, regia di Vic Morrow (1970)
- La califfa, regia di Alberto Bevilacqua (1970)
- Cose di Cosa Nostra, regia di Steno (1971)
- Mazzabubù... quante corna stanno quaggiù?, regia di Mariano Laurenti (1971)
- La spina dorsale del diavolo, regia di Burt Kennedy (1971)
- Cavalieri selvaggi, regia di John Frankenheimer (1971)
- Er più: storia d'amore e di coltello, regia di Sergio Corbucci (1971)
- 4 mosche di velluto grigio, regia di Dario Argento (1971)
- La vita, a volte, è molto dura, vero Provvidenza?, regia di Giulio Petroni (1972)
- Che c'entriamo noi con la rivoluzione?, regia di Sergio Corbucci (1972)
- L'emigrante, regia di Pasquale Festa Campanile (1973)
- Le cinque giornate, regia di Dario Argento (1973)
- Yuppi du, regia di Adriano Celentano (1975)
- Profondo rosso, regia di Dario Argento (1975)
- Fango bollente, regia di Vittorio Salerno (1975)
- Spogliamoci così, senza pudor..., regia di Sergio Martino (1976)
- Remo e Romolo - Storia di due figli di una lupa, regia di Mario Castellacci e Pier Francesco Pingitore (1976)
- Culastrisce nobile veneziano, regia di Flavio Mogherini (1976)
- La presidentessa, regia di Luciano Salce (1977)
- Il furto della Gioconda, regia di Renato Castellani (1978) - sceneggiato televisivo
- Sono stato un agente C.I.A., regia di Romolo Guerrieri (1978)
- Ernesto, regia di Salvatore Samperi (1979)
- La poliziotta della squadra del buon costume, regia di Michele Massimo Tarantini (1979)
- Tesoro mio, regia di Giulio Paradisi (1979)
- Il cappotto di Astrakan, regia di Marco Vicario (1979)
- Mi faccio la barca, regia di Sergio Corbucci (1980)
- Assault, regia di Fons Rademakers (1986)
- Cronaca di una morte annunciata, regia di Francesco Rosi (1987)